# Hauerinella
Hauerinella es un género de foraminífero bentónico considerado un sinónimo posterior de Cornuloculina de la familia Ophthalmidiidae, de la superfamilia Cornuspiroidea, del suborden Miliolina y del orden Miliolida. Su especie tipo era Hauerina inconstans. Su rango cronoestratigráfico abarca el Holoceno.

## Discusión
Clasificaciones más recientes hubiesen incluido Hauerinella en la superfamilia Nubecularioidea.

## Clasificación
Hauerinella incluía a las siguientes especies:
- Hauerinella inconstans, aceptado como Cornuloculina inconstans
- Hauerinella tumidula, aceptado como Cornuloculina tumidula